# Das Gold der Inka
Das Gold der Inka ist ein 2005 bei Queen Games erschienenes Spiel für 2 bis 4 Spieler. Autor und Grafiker des Spieles ist Harald Lieske. 

## Inhalt
- 1 Spielplan (6-teilig)
- 13 Wegrauten
- 3 Zielrauten
- 4 Spielfiguren in den Spielerfarben blau, gelb, grün und rot
- 4 Blockadesteine in den Spielerfarben blau, gelb, grün und rot
- 12 Inka-Statuen, je 3 in den Spielerfarben blau, gelb, grün und rot
- 1 Spielanleitung (4 Seiten, mehrfarbig)

## Beschreibung
Die Spieler schlüpfen in die Rolle von Abenteurern, die wie Indiana Jones in einem Tempel der Inkas deren Schatz finden und damit vor anderen Schatzjägern wieder verlassen wollen. Dazu müssen sie rautenförmige Bodenstücke bewegen, um einerseits an Schlangen vorbeizukommen und andererseits den Konkurrenten den Weg zu versperren. Zu Beginn des Spieles wird der sechsteilige Spielplan zusammengesetzt und die 3 Zielrauten in der Mitte platziert. Die Inka-Statuen der mitspielenden Spieler werden auf die entsprechenden farbigen Quadrate auf den Zielfeldern gestellt. Reihum platzieren die Spieler ihre Spielfigur auf einem leeren Startfeld und anschließend abwechselnd die 13 Wegrauten, die 2 Dreiecke abdecken, auf dem Spielfeld. Anschließend hat jeder Spieler in seinem Zug 3 Aktionspunkte mit denen er entweder Rauten verschieben oder drehen und seine Spielfigur bewegen kann. Dabei kostet jede Bewegung oder Drehung einer Raute, das Überqueren einer Schlange und das vom Zielfeld nehmen einer Statue einen Aktionspunkt. Vor seinem Zug muss der Spieler seinen evtl. vorhandenen Blockadestein entfernen, darf ihn am Ende seines Zuges aber wieder einsetzen. Durch einen Blockadestein kann verhindert werden, dass von den Mitspielern Rauten bewegt oder Felder betreten werden. Die Spielsteine dürfen zudem nicht über Mauern und Abgründe bewegt werden und auf Feldern mit anderen Spielsteinen stehen bleiben. Schneller kommt man voran wenn man Geheimgänge nutzt. Hat ein Spieler alle seine 3 Inka-Statuen eingesammelt und wieder einen Ausgang erreicht, endet das Spiel.

## Spielkritiken
- Spielbox Ausgabe 5/05: (Kurzkritik)

In Rezensionen wird das Spielgeschehen, insbesondere wenn mit mehr als 2 Spielern gespielt wird, als zäh empfunden, da die Planung des eigenen Zuges erst erfolgen kann, wenn die anderen Spieler ihren Spielzug abgeschlossen haben.